# Zeugophora multisignata
Zeugophora multisignata is een keversoort uit de familie halstandhaantjes (Megalopodidae). De wetenschappelijke naam van de soort werd in 1945 gepubliceerd door Maurice Pic.